# Chi Cheng
Chi Ling Dai Cheng (Stockton, California, 15 de julio de 1970 - French Camp, California, 13 de abril de 2013) fue un músico estadounidense, conocido por haber sido el bajista y corista de la banda de metal alternativo Deftones.

## Biografía
Cheng nació en Long Beach, California. Cheng entró en Deftones a través de una audición donde la banda buscaba bajista. Tras varias pruebas en el garaje de Stephen Carpenter, Cheng ingresaba como bajista de Deftones.
De antepasados chinos, Cheng estaba muy influenciado por todo tipo de músicas como el reggae, jazz, blues y, por supuesto, metal, donde se mostraba como un verdadero seguidor de Iron Maiden (especialmente de Steve Harris, su bajista). Algunos de sus compañeros en Deftones tenían proyectos paralelos a la banda y Cheng también hizo su debut fuera del grupo. Fue en 2000, con un trabajo en solitario materializado en un disco de poesías titulado The Bamboo Parachute. Sin embargo, no tenía previsto componer nada para Deftones ya que consideraba que "sería muy raro. Saqué un disco de poesías y ahora voy a sacar otro, pero letras para canciones de Deftones no. A él (en alusión a Chino Moreno) le encanta mi forma de escribir pero la encuentra muy rara, muy extraña. Si yo escribiera letras para Deftones, cuando él las cantara no saldrían de él mismo, y no saldría muy sincero... eso lo aprecio, así que yo mantengo mis cosas para mi, de la misma forma que él mantiene su banda, Team Sleep, y Stephen tiene Kush".
Sobradamente conocida es la forma y el fondo de las letras de Chino Moreno y Deftones, pero Cheng afirmaba que "¿de qué sirve escuchar una canción y saber literalmente lo que el cantante quiere decir? Nunca le pregunto a Chino lo que significan sus letras. Me interesa el mensaje que me traslada a mi".
Tras sufrir un accidente de tráfico el día 4 de noviembre del año 2008 entró en coma. La noticia fue comunicada por el líder del grupo Deftones, Chino Moreno, a través de su blog.
El 7 de febrero de 2012 se informó de que Cheng se encontraba en un estado parcialmente consciente, teniendo la capacidad de mover un poco las piernas. Sin embargo, era incapaz de moverse o articular palabra.
El 13 de abril de 2013 fallecería en un hospital a las 3:00 AM, a la edad de 42 años, debido a un fallo cardíaco.

## Discografía

### Solista
- The Bamboo Parachute (2000)
- The Headup Project (póstumo) (2021)

### Con Deftones
- Adrenaline (1995)
- Around the Fur (1997)
- White Pony (2000)
- Deftones (2003)
- Saturday Night Wrist (2006)

### Participaciones
- Live at the Fillmore de Dredg (2006)